# 馬希瓦戰役
馬希瓦戰役是第一次世界大戰東非戰場的一場戰役，發生於1917年10月15日–18日德屬東非的馬希瓦，交戰雙方分別為由雅各布·范·德文特中將率領的南非-奈及利亞聯軍，以及由保羅·馮·萊托-福爾貝克將軍所率領的德軍。德軍對范·德文特的聯軍造成重大傷亡，並迫使其撤軍。但德軍自身卻也損失極大比例，導致他們最終也被迫撤離原據點，繼續進行他們的游擊戰。這場戰役在英國官方歷史被記載為「奈及利亞軍成軍以來最災難性的一天（Most disastrous day for the Nigerian Army since the formation of the force）」，然後也稱「就算算入恩圖曼戰役或是波爾戰爭的任何戰役，這也是非洲衝突史上最殘酷的戰役（The most savage battle in the history of African conflict-not excluding Omdurman or any engagement of the Boer War）」。

## 背景
由於庫爾特·瓦勒的部隊在尼揚高（Nyangao）一地與萊托-福爾貝克的主力軍分兵，英軍便制定了計劃來切斷德軍的聯繫，並試圖以奈及利亞軍作為側翼包圍瓦勒部。然後他們將在戰場正面派出大量部隊以包圍德軍。

## 戰役過程
英軍派出三個奈及利亞營向尼揚高的瓦勒部發起進攻，並於10月15日開始交戰。 馮·萊托-福爾貝克帶上援軍支援瓦勒，並派出另外四個連對抗敵軍。奈及利亞軍很快就受到包圍的威脅，並承受了嚴重的傷亡。英軍在另一側派出較大的部隊向德軍進攻，但當德軍16日從尼揚高撤回時，英軍也在馬希瓦遭遇頑強抵抗。儘管新趕到的英軍發起了進攻，但德軍還是能堅守陣地，並於17日及18日發起反擊，造成英軍重大傷亡而使後者被迫撤退。

## 後續發展
英軍慘遭重創被迫撤退，共計超過兩千七百名傷亡。雖然馮·萊托-福爾貝克繼坦噶戰役後，又再次在非洲戰場上重創協約國，並造成最大的傷亡，但戰役的走向卻不是如他所想，因為德軍也承受了500至600名的傷亡，這整整佔其投入戰鬥部隊的三分之一。德軍的補給極為有限，四天交戰中耗去八十五萬發彈藥，這幾乎是打光德軍的無煙彈藥庫存。由於缺乏足夠的彈藥，德軍被迫改用採黑火藥的舊式毛瑟1871型步槍。在缺乏補給與有再次被襲擊的風險，馮·萊托-福爾貝克將軍決定從德屬東非撤退，並向葡屬東非發起入侵，以期在那邊能從準備不足的葡軍手中奪得補給，恢復實力。

## 註腳

### 註解
1. ↑  距原駐地2英里（3.2）處